# Драбинянка (Ряшів)
Драбинянка — колишнє село на Закерзонні, а тепер — південна частина міста Ряшів, розташованого в Польщі, Підкарпатське воєводство.

## Історія
Село відоме з 1423 р. у власності Пілецьких. Було найпівнічнішим селом Сяноцької землі Руського воєводства. У 1498 р. Драбинянку спустошили війська татар, турків і волохів, а в 1524 р. — 40-тисячна турецька армія. В 1761 р. в селі налічувалося 51 господарство.
У 1836 р. в селі ще було 5 греко-католиків, які належали до парафії Залісє Каньчуцького деканату Перемишльської єпархії. На той час унаслідок півтисячоліття латинізації та полонізації українці лівобережного Надсяння опинилися в меншості, українці-грекокатолики зберігались у селі та згадувались у Шематизмах аж до 1890 р.
Відповідно до «Географічного словника Королівства Польського» в 1880 р. Драбинянка знаходилось у Ланцутському повіті Королівства Галичини і Володимирії, було 111 будинків і 627 мешканців.
У 1902 р. до Ряшева приєднана західна частина земель села, розташована на лівому березі Віслока і звана Мацьківкою.
У міжвоєнний період село входило до ґміни Слоцина Ряшівського повіту Львівського воєводства.
У 1951 р. село приєднане до міста Ряшів, хоча селу належали також землі на північ, на яких у 1970-х роках збудований район Нове Місто. Додало мальовничості Драбинянці спорудження в 1971 р. мосту-дамби на Віслоку з утворенням ставу. Плани й макети забудови села висотками зупинила розвідка запасів нафти й 10 млд м³ природного газу. Внаслідок цього в Драбинянці функціонують 9 свердловин.